# Вот Так (телеканал)
Вот Так — русскоязычный медийный проект Центра международного вещания национального польского телевещателя TVP, созданный для освещения актуальных событий в странах Восточной Европы и Евразийского региона. Компания включает телеканал (вещание идёт на частоте канала Белсат), различные веб-ресурсы, YouTube-канал и отдельные страницы в ведущих социальных сетях. Редакция специализируется на производстве новостных, аналитических и репортажных программ и публикаций, и уделяет особое внимание защите прав человека, свободе слова и разоблачению российской пропаганды.

## История
«Вот Так» был создан в 2017 году и являлся частью беларусского телеканала Белсат как телевизионная новостная программа на русском языке. Проект был создан с целью борьбы с официальной телепропагандой России и Беларуси. С 2020 года начал работать информационный портал. В издании работают журналисты из России, Беларуси, Украины и других стран. В 2022 году число подписчиков телеканала на платформе YouTube превысило один миллион человек. Редакция Вот Так получила символическую «золотую кнопку».
В мае 2022 года сайт «Вот Так» был заблокирован в России по требованию Генеральной прокуратуры, что стало реакцией на освещение военных действий в Украине и политических событий в России. Несмотря на это, издание продолжает свою работу, используя альтернативные платформы для доступа к российской аудитории.
26 января 2024 года Минюст России признал «Вот Так» иностранным агентом. Причинами для включения в реестр ведомство указало распространение материалов других иноагентов и выступление против российского вторжения на Украину. В руководстве компании «Белсат» заявили, что несмотря на все трудности — развитие проекта «Вот Так» будет продолжено.
В рамках проекта впервые на русском языке был показан польский сериал «Время чести». О значимости телеканала «Вот Так» в своём выступлении в польском Сейме говорил министр иностранных дел Польши Радослав Сикорский.

## Форматы и деятельность
«Вот Так» активно использует мультимедийные форматы для подачи информации:
- Тексты: новости, аналитика, интервью и статьи публикуются на официальном сайте.
- Видеоматериалы: на YouTube-канале размещаются новостные выпуски, документальные фильмы и интервью.
- Социальные сети и мессенджеры: Telegram-канал, Facebook и другие площадки используются для быстрого распространения новостей.

### Телепроекты
- Вот Так. Утренний эфир
- Вот Так. Вечерний эфир
- Вот Так. Главная тема
- «Ход мысли с Виктором Шендеровичем»
- «Горизонт событий»
- Вот Так. Молдова

### Постоянные телеведущие
- Мария Макарова.
- Игорь Винявский[11].
- Александра Шапалина[12].
- Ярослав Стешик[13].
- Ян Моравицкий.
- Роман Захаров.

## Блокировка и сопротивление цензуре
В 2022 году доступ к сайту издания был заблокирован на территории России. Это стало частью более широкой кампании по ограничению свободы слова в стране. В ответ на блокировку «Вот Так» предоставил читателям инструкции по обходу цензуры с помощью VPN и альтернативных платформ.